# It Breahûs
It Breahûs is een kerkgebouw in Balk in de Nederlandse provincie Friesland. Het kerkgebouw is een rijksmonument.

## Beschrijving
De hervormde kerk is een zaalkerk uit 1728 met vierzijdig gesloten koor en een geveltoren met ingesnoerde spits. Op een raam met gebrandschilderd glas (1729) staat dat meester-timmerman Roelof Saegman de kerk heeft gebouwd. Het orgel uit 1843 is gemaakt door Lohman.

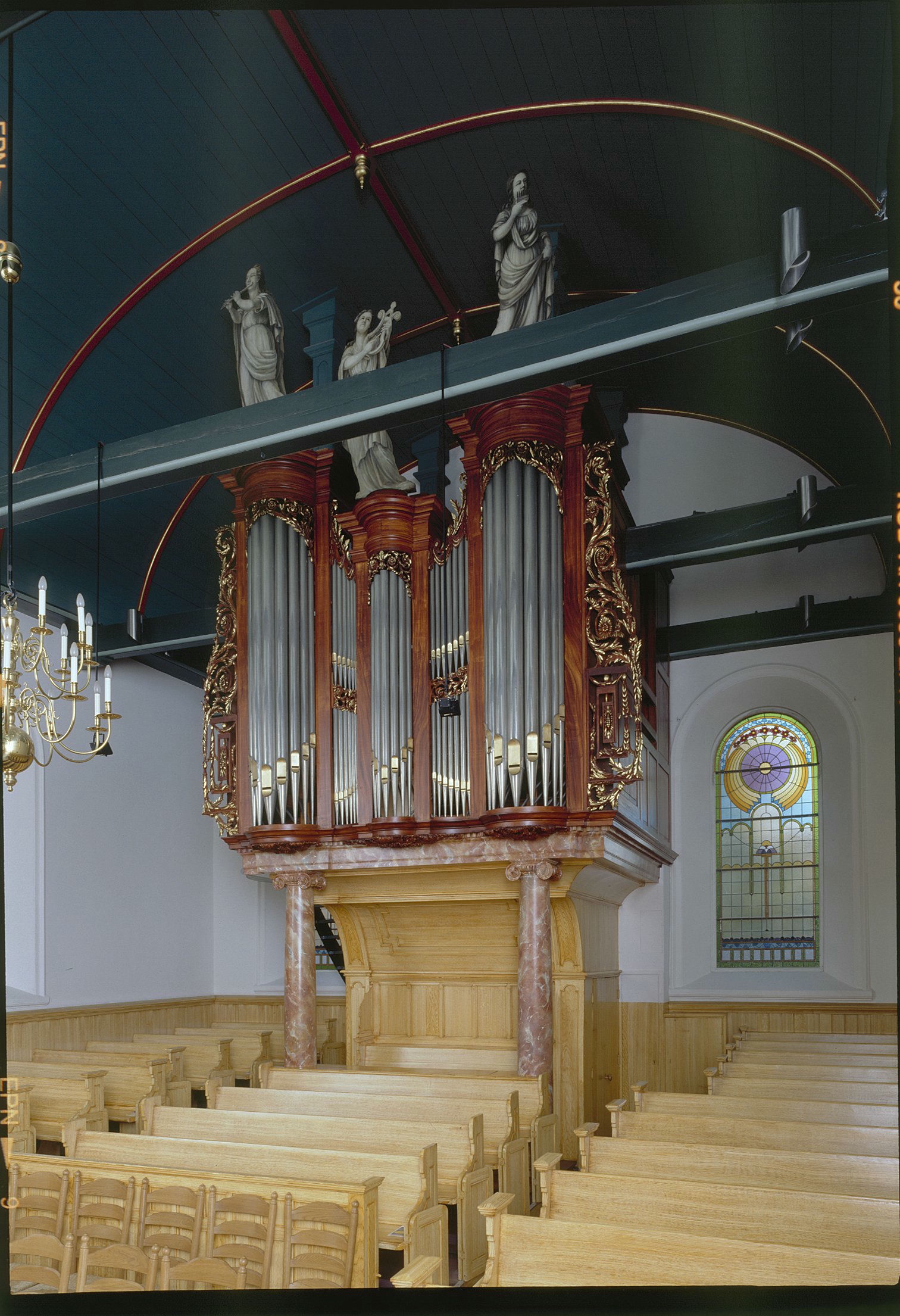
Interieur met orgel (2000)